# Leibkompanie Kroaten zu Ross
Die Leibkompanie Kroaten zu Ross (kroatisch Tjelesne kumpanije Hrvata konjanika), zeitgenössisch Churfürstlich-sächsische Leibgarde Kroaten zu Ross, war eine 1660 aus kroatischen Reitern gebildete Leibkompanie des Kurfürsten Johann Georg II. von Sachsen. Die Kroaten-Leibgarde bestand bis kurz nach dem Tod des Kurfürsten im Jahr 1680. Ihr langjähriger Kommandant war von 1661 bis 1680 der kroatische Graf Janko Peranski († 1689).

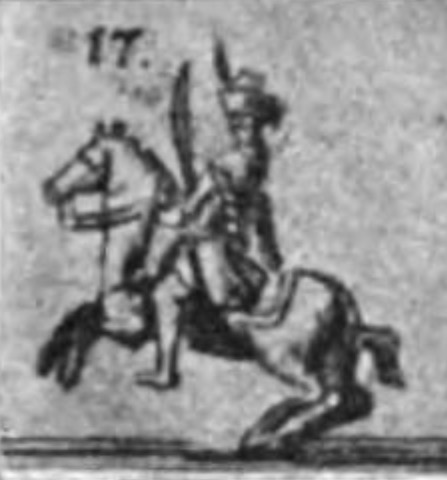
Zeitgenössische Darstellung und Beschreibung des Janko Peranski bei einer Parade der Kroatischen Reiter in der Leibgarde des sächsischen Kurfürsten im Jahr 1678: „17. Herr Johann von Peraynsky, Obrist-Lieutenandt von der Leib-Guardie, Cammerherr und Ambts-Hauptmann zu Moritzburg, in einer Leoparden-Haut.“

 Die durchschnittliche Truppenstärke lag mit drei Corporalschaften bei 105 Pferden mit etwa 60 bis 70 Gardisten (Kroaten, Ungarn, Sachsen, Schlesier, Westfalen) ohne deren Knechte. Der wohl bekannteste Gardist war Janko Šajatović alias Johann Schadowitz (1624–1704), der als historische Vorlage der sorbischen Sagengestalt Krabat gilt.

## Geschichte

### Vorbedingungen und Werbung
Als Ausdruck eines absolutistischen Machtanspruchs nach Vorbild des französischen Sonnenkönigs unterhielten auch mittlere und kleinere Fürsten oft im Ausland geworbene und kostspielige Hofgarden. In den Türkenkriegen und dem Dreißigjährigen Krieg erwarben sich die kroatischen Reiter militärischen Ruhm und den Ruf als berüchtigte und gefürchtete Kämpfer. Dies führte zur Aufstellung kroatischer Leibgarden an unterschiedlichen europäischen Fürstenhöfen. Auch Kurfürst Johann Georg II. von Sachsen gehörte zu ihren Bewunderern, denn sächsische Regimenter hatten im Verlauf des Dreißigjährigen Krieges die Schlagkraft der kroatischen Reiterei zu spüren bekommen.

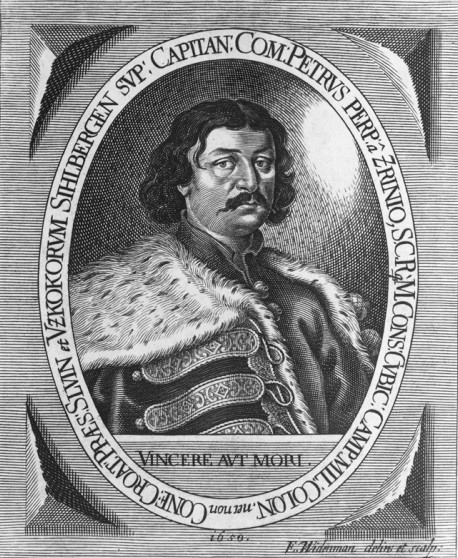
Petar Zrinski

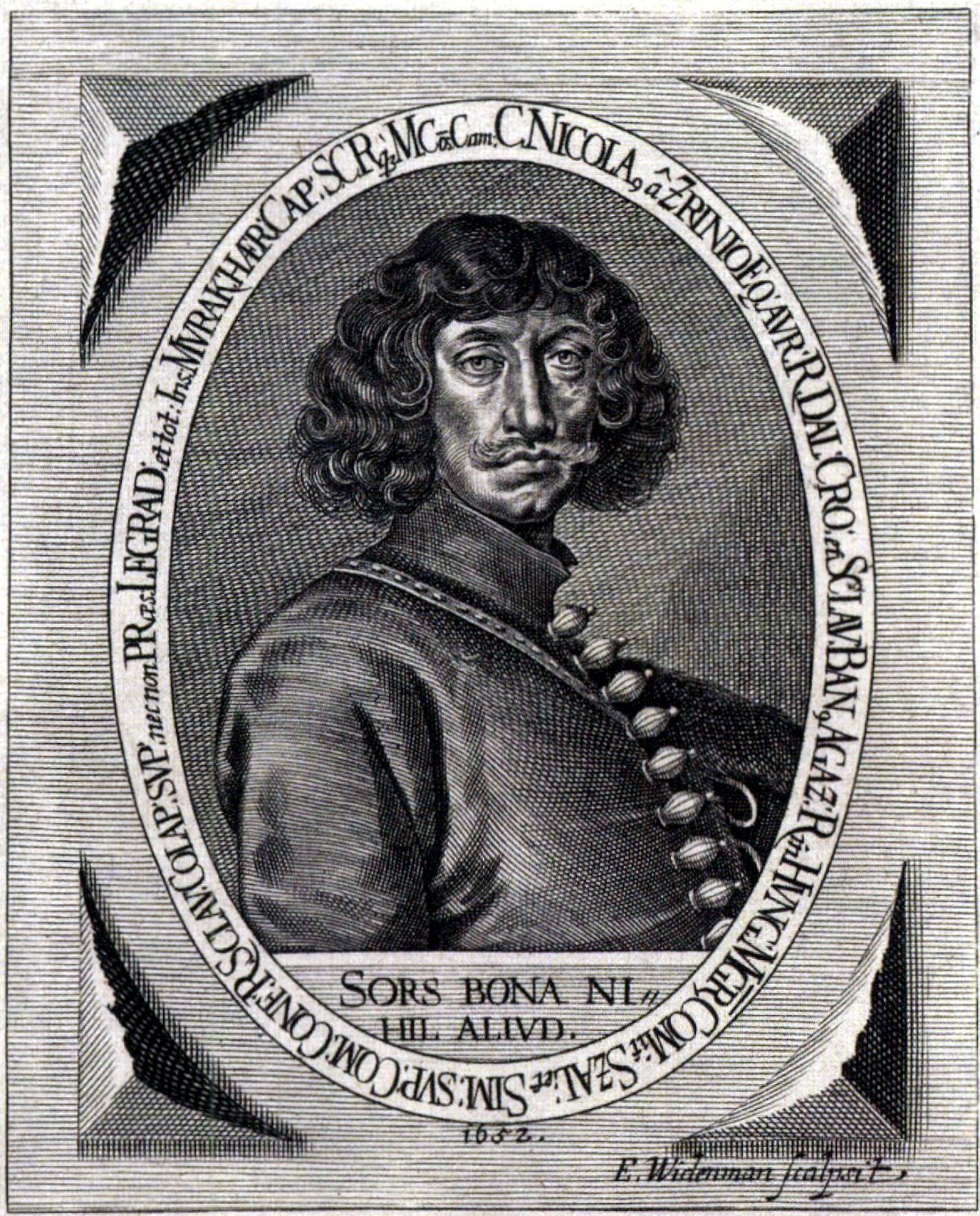
Nikolaus Zrinski

Zur Werbung einer eigenen Kroaten-Leibgarde benötigte der Kurfürst jedoch die Zustimmung des Herrschers der Kroaten Kaiser Leopold I. Mit Schreiben vom 18. Februar 1659 aus Dresden wurde der kroatische Ban Petar Zrinski vom Kurfürst informiert, dass der Kaiser zugestimmt habe, Kroaten an den sächsischen Hof zu senden. Julius von Burckersroda schrieb bereits am 23. März 1659 dem Kurfürsten, dass er dem Ban das Schreiben übergeben habe und dieser bereit sei Kroaten nach Dresden zu schicken. Der als Kommandeur der Kroaten geplante Baron Barbo traf mit Vertragsvorschlägen in Wien ein, die am 19. April 1659 vom Kurfürsten akzeptiert wurden. Zwei Monate später erklärte sich auch Zrinski mit den Vertragsvereinbarungen einverstanden. Das Vorhaben wurde im August gleichen Jahres jedoch dadurch verzögert, dass Baron Barbo (der selbst kein Kroate war) als Kommandeur nicht anerkannt wurde und der stattdessen vorgesehene Graf Traschkowicz das Kommando ablehnte. Zusätzlich befanden sich der Ban Petar Zrinski und sein Bruder Nikolaus Zrinski zu dieser Zeit auf Vergeltungsfeldzügen gegen die Türken. Im September trafen die von der Kriegskanzlei des Kaisers ausgefertigten Pässe für die Kroaten ein. Ein am 6. September 1659 in Pressburg ausgestelltes kaiserliches Dekret, gestattete dem kroatischen Graf Janko Peranski mit 20 kroatischen Reitern den freien und ungehinderten Durchzug nach Sachsen, um in kursächsische Dienste zu treten. Die Familie Peranski entstammte ebenso wie der kroatische Ban einem Zweig des Adelsgeschlechts der Šubić. Schließlich übernahm Georg Silly, „von geburth einer von Adell, ein wackrer verständiger Man, auch alhir wohl begütherdt“, Ende Oktober 1659 das Kommando über die aufzustellende Kroatenleibgarde. Silly übermittelte seine konkreten Forderungen (unter anderem zur Bezahlung) und vereinbarte eine dreimonatige Kündigungsfrist. Die Werbungen für die Leibgarde waren Anfang Februar 1660 abgeschlossen. Die versammelte Truppe konnte jedoch aufgrund von Schnee und Hochwasser nicht gleich nach Dresden abreisen.

### Musterung und Aufstellung
Am 15. März 1660 wurde die „Leib-Compagnie Croaten zu Ross“ in Pirna vom sächsischen Kurfürsten gemustert. Die Kompanie bestand zu dieser Zeit aus dem kommandierenden Kapitän (Croatorum capitaneus) Rittmeister Georg Silly, dem Vizekapitän Leutnant Janko Peranski, einem Kornett, einem Wachtmeister im Rang eines Korporals, zwei weiteren Korporalen, einem Fourier, zwei Trompetern, 60 Reitern und 87 Pferden („nämlich 8 Mann 1. Blatt, 37 Knechte, 17 kroatische Edelleute, 25 Einspännige“). Diese Kroaten-Leibgarde erhielten ihren Sold in Höhe von monatlich 852 Reichstalern aus der kurfürstlichen Privatschatulle.
Nach der Musterung und der Eidleistung wurde die Kroaten-Leibgarde zunächst nach Meißen verlegt um schließlich in der Festung Neu-Dresden (heute Innere Altstadt) untergebracht zu werden. Die Bürger beklagten sich über die durch die Kroaten ausgelöste Quartiernot und die ungeregelte Bezahlung der von ihnen verursachten erheblichen Kosten. Die Kroaten beriefen sich auf die ihnen vom Kurfürsten zugesicherte freie Logis.
Bereits am 1. Oktober 1660 wurde die Einheit um 50 Mann verstärkt und „deren 1. Blatt vermehrt“. Insbesondere im Hinblick auf die Kroaten kodifizierte der Kurfürst zur Behebung der mangelhaften Disziplin, noch im gleichen Jahr den Dienst, die Disziplin und die Militärjustiz seiner Kavallerie im sogenannten „Reiterrecht“.
Am 18. Juni 1661 erhielt Rittmeister Silly vom Kurfürsten den Befehl dafür zu sorgen, dass die Kroaten den Frieden in der Stadt nicht gefährden. Silly starb wenig später und die Kroaten-Leibgarde erwies ihm beim Leichenzug die letzte Ehre. Sein Nachfolger wurde Janko Peranski der daher am 12. August 1661 zum Rittmeister befördert wurde. Peranski blieb nachweislich bis 1678 (wahrscheinlich aber bis zur Auflösung 1680) Kommandant der Kroaten-Leibgarde.

### Türkenkrieg 1663/1664

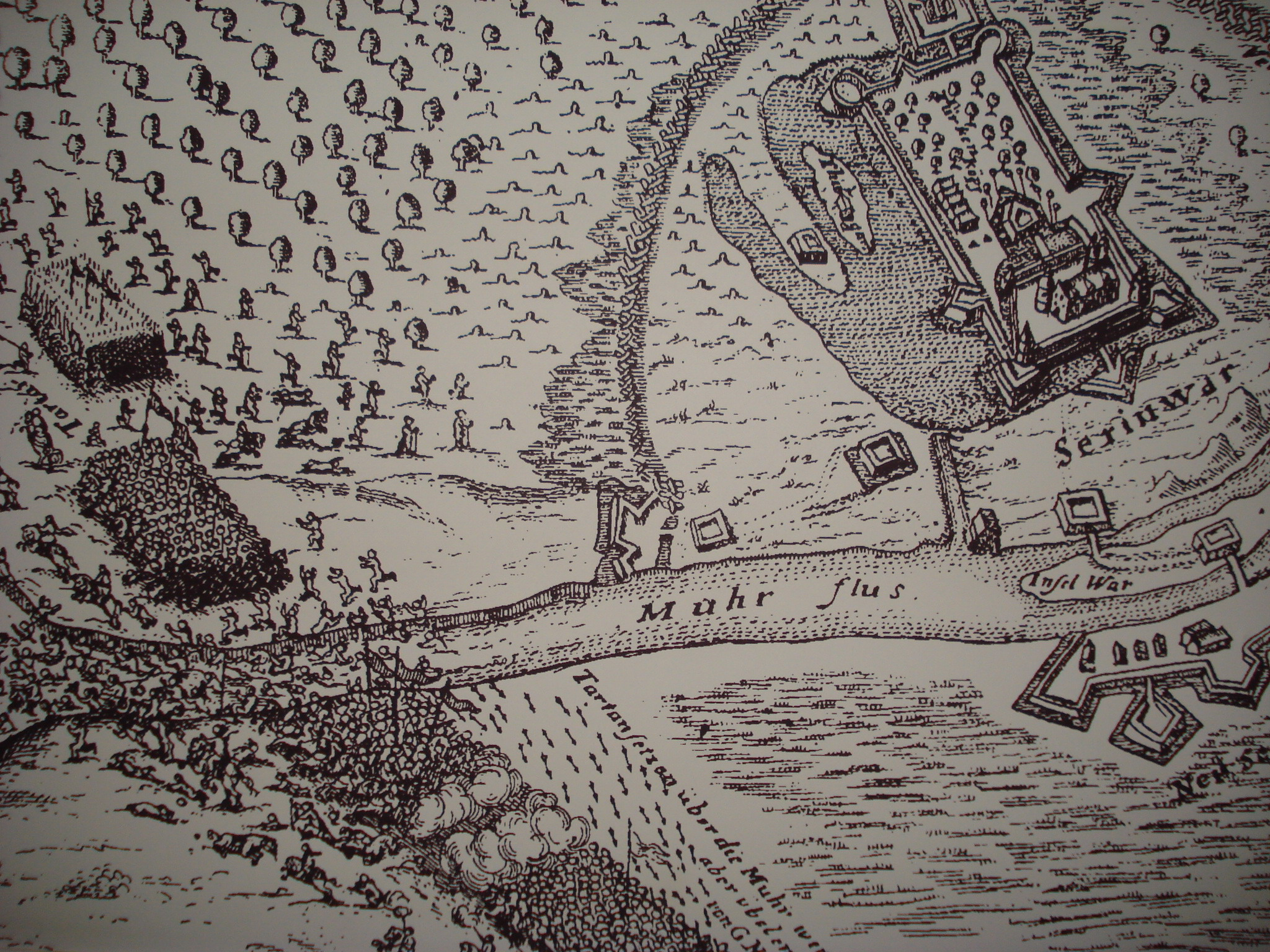
Zeitgenössische Abbildung einer der vielen Schlachten um die Festung Neu-Zrin während der Belagerung der Festung

Nur wenige Monate nach seiner Ernennung zum Rittmeister baten Peranski und auch der Kornett Freiherr Johann von der Goltz, den Kurfürsten um Erlaubnis nach Kroatien abreisen zu dürfen. Sie erhielten die Erlaubnis in den bevorstehenden Türkenkrieg 1663/1664 abzureisen. Ein Schreiben von Peranski vom 26. Juni 1663 aus Karlovac lässt vermuten, dass sie auch von weiteren Kroaten-Gardisten begleitet wurden. Der Kurfürst wurde in mehreren Briefen über die Kämpfe mit den Türken informiert. Zudem erhielt er mehrere Beutewaffen zum Geschenk, unter anderem 1664 von Graf Nikolaus Zrinski drei osmanische Luntenschlossgewehre, die sich gegenwärtig zusammen mit den Geschenken der Gardisten in der Rüstkammer (Dresden) befinden.
Als Johann Georg II. im Jahr 1664 eskortiert von seiner Kroaten-Leibgarde in den Reichstag zu Regensburg einzog, erregte diese erhebliches Aufsehen. 1666 umfasste die Kompanie unter Rittmeister Peranski 132 Mann; im Jahr 1676 noch 75.
Nach fast 12 Jahren Dienst in der Kroaten-Leibgarde erhielt Kapitänleutnant Freiherr von der Goltz am 20. Oktober 1671 seinen Abschied. Nachfolger wurde Johann Bartholomäus Bardarini von Kieselstein, der dem Kurfürsten 1675 die Fahne eines Janitscharenkorps zum Geschenk überreichte (gegenwärtig im Bestand der Rüstkammer).
1675 wurde Peranski aufgrund seiner Verdienste vom Rittmeister zum Obristleutnant befördert.
Ohne Peranski das unmittelbare Kommando zu entziehen, wurde die Kroaten-Leibgarde auf kurfürstlichen Befehl, am 25. Juli 1677 dem Oberkommando des Obristen der Deutschen Leibgarde zu Ross Rudolph von Neitschütz (1614–1682) unterstellt.
Bei der mehrtägigen „Durchlauchtigsten Zusammenkunft“, dem Treffen des Kurfürsten mit seinen Brüdern, den Herzögen der drei albertinischen Sekundogenitur-Fürstentümer, paradierte die Kroaten-Leibgarde zum Auftakt am 1. Februar 1678 unter Kapitän Peranski und dem Vizekapitän Bardarini von Kieselstein in Dresden.

### Auflösung und weitere Lebenswege
Nach dem Tod des Kurfürsten wurde die Kroaten-Leibgarde schließlich Ende 1680 vom nachfolgenden Kurfürsten Johann Georg III. nach Zwickau verlegt und aus Kostengründen aufgelöst. Die Offiziere und Gardisten wurden in ihre Heimat entlassen.
Der Kapitän Janko Peranski hatte bereits 1679 in Kroatien Schloss Brlog gekauft und kehrte nach seinem Dienstende 1681 nach Kroatien zurück. Auch danach kam er öfter nach Sachsen um seine, als sächsischer Amtshauptmann von Moritzburg erworbenen, Besitztümer zu besuchen. Peranski starb 1689 in Kroatien.
Der Vizekapitän Kapitänleutnant Johann Bartholomäus Bardarini von Kieselstein erschoss sich am frühen Morgen des 23. November 1680 in seinem Bett im Gasthof Zum goldenen Löwen (Jungnickel-Haus, jetzt Bruno-Friedrich-Goedesche‘s Buchhandlung) in Schneeberg (Erzgebirge). Der Kopfschuss aus einer mit drei Kugeln geladenen Pistole zerschmetterte seinen Schädel und hinterließ Einschusslöcher im Zimmer. Bardarini soll hoch in der Gunst des Kurfürsten gestanden haben und deshalb nach dessen Tod aus Hoffnungslosigkeit und Verzweiflung Suizid begangen haben. Als Selbstmörder wurde ihm nur ein Eselsbegräbnis zugestanden: auf offizielle Anordnung verscharrten ihn Nachtwächter in der Nacht des 7. Dezember in aller Stille am örtlichen Wolfsberg.
Der Rittmeister Janko Šajatović alias Johann Schadowitz diente in der kursächsischen Garde du Corps weiter und wurde 1690 aufgrund seiner Kriegserfahrung, bewiesenen Tapferkeit in vielen Gefechten und langen Dienstzeit deren Kommandeur. Er starb 1704 als Gutsherr in Sachsen und wurde historische Vorlage für die sorbische Sagengestalt des Zauberers Krabat.

## Zusammensetzung
Aus mehreren Musterungslisten ist bekannt, dass die Leibgarde in der Mehrheit aus gebürtigen Kroaten, hauptsächlich erfahrenen Kämpfern, bestand. Darunter waren viele kroatische Adelige die zuvor im Dienst der Grafen Zrinski gestanden hatten.
Bei ihrer letzten bekannten Musterung am 3. Januar 1678 im kurfürstliche Reithaus am Dresdner Residenzschloss, gehörten der Leibgarde jedoch mehr Ungarn als Kroaten an.

## Fahne
Der Kornett der Kroaten-Leibgarde Georg Peranski präsentierte 1678 bei der Parade anlässlich der „Durchlauchtigsten Zusammenkunft“ 

„eine rothe zweizipplichte Croaten-Fahne […] / darinnen auff einer Seite das ganze Chur-Sächsische Wapen / auf der andern Seiten / der geschrenckte Nahme / mit dem Chur-Hutte gestickt.“

Aus einer Beschreibung der Fahne im Inventar der Türckischen Cammer von 1674 geht hervor, dass die Fahne aus rotem Taft bestand und am Fahnenblatt karmesinseidene Fransen hingen. Die Fahnenstange war rot und golden bemalt und hatte eine dreieckige vergoldete Spitze mit zwei karmesinseidenen Quasten.

## Uniformierung
Ihre Uniform soll im Stil der Leibwache der Generäle der kroatischen Militärgrenze gehalten gewesen sein. Beschreibungen und Uniformstücke sind jedoch offensichtlich nicht überliefert. Gabriel Tzschimmers bekanntestes Werk „Die Durchlauchtigste Zusammenkunft“, entstanden im Auftrag des Kurfürsten Johann Georgs II. anlässlich seines Zusammentreffens mit seinen Brüdern, enthält Kupferstiche, auf denen die paradierende Kroaten-Leibgarde zu sehen und beschrieben ist.